# Bir Dheb
Bir Dheb (em árabe: بٔير الذھب) é uma comuna localizada na província de Tébessa, Argélia. Sua população estimada em 2008 era de 7 181 habitantes.